# Bi Shengfeng
Bi Shengfeng (chiń. 毕胜峰; ur. 28 stycznia 1989) – chiński zapaśnik walczący w stylu wolnym. Olimpijczyk z Rio de Janeiro 2016, gdzie zajął dziewiętnaste miejsce w kategorii 86 kg.
Szesnasty w mistrzostwach świata w 2014. Dziesiąty na igrzyskach azjatyckich w 2018. Brązowy medalista mistrzostw Azji w 2018 roku.